# Лихачёв, Владимир Николаевич
Владимир Николаевич Лихачёв (род. 4 ноября 1946, Бараново, Курская область) — российский политический деятель. Член Совета Федерации Федерального Собрания Российской Федерации от Курской области.

## Биография
До избрания депутатом СФ — директор по сельскому хозяйству АО «Лебединский горно-обогатительный комбинат».

### Совет Федерации
Депутат Совета Федерации Федерального Собрания Российской Федерации первого созыва от Курской области с января 1994 по январь 1996, избран 12 дек. 1993 по Курскому двухмандатному избирательному округу № 46.